# Mirmiran
Mirmiran (in turco Mirmiran) è il titolo militare del Pascià ottomano, simile al titolo di Beilerbei, il sovrano di un Eyalet Inizialmente, il titolo era assegnato a due pascià: il sovrano di Kyustendil - Mirmiran di Rumelia; al sovrano di Erzurum - Mirmiran d'Anatolia; tuttavia, il numero dei titolari di titoli sumentò a 20. La stessa parola "mir-mir-an" significa "comandante sui comandanti".
Il titolo militare ha l'etimologia persiana ed è analogo a Shahanshah (scià).
Le attività del Mirmiran erano assicurate dall'Hass (proprietà con entrate), portando al titolare, a seconda della località, da 650.000 (Eyalet di Bosnia) a 1.100.000 akçe (Eyalet di Rumelia) all'anno. Al Mirmiran era permesso l'uso di un bundleuk (simbolo) con due code di cavallo.